# James Ball
James Ball   (Dauphin, 7 de maig de 1903 - Victoria, 2 de juliol de 1988) va ser un atleta canadenc, especialista en curses de velocitat, que va competir durant les dècades de 1920 i 1930.
El 1928 va prendre part en els Jocs Olímpics d'Amsterdam, on va guanyar la medalla de plata en els 400 metres i la de bronze en els 4x400 metres relleus, formant equip amb Stanley Glover, Phil Edwards i Alex Wilson. Ambdues proves formaven part del programa d'atletisme. Quatre anys més tard, als Jocs de Los Angeles, disputà les mateixes proves del programa d'atletisme. Guanyà la medalla de bronze en els 4x400 metres relleus, formant equip amb Ray Lewis, Phil Edwards i Alex Wilson, mentre en els 400 metres quedà eliminat en sèries.
El 1930 guanyà la medalla de plata en la prova dels 4x440 iardes dels Jocs de la Commonwealth. El 1935 es retirà i el 1959 fou inclòs al Canada Sports Hall of Fame.

## Millors marques
- 400 metres llisos. 47.9" (1929)[1]